# Golanhoogvlakte

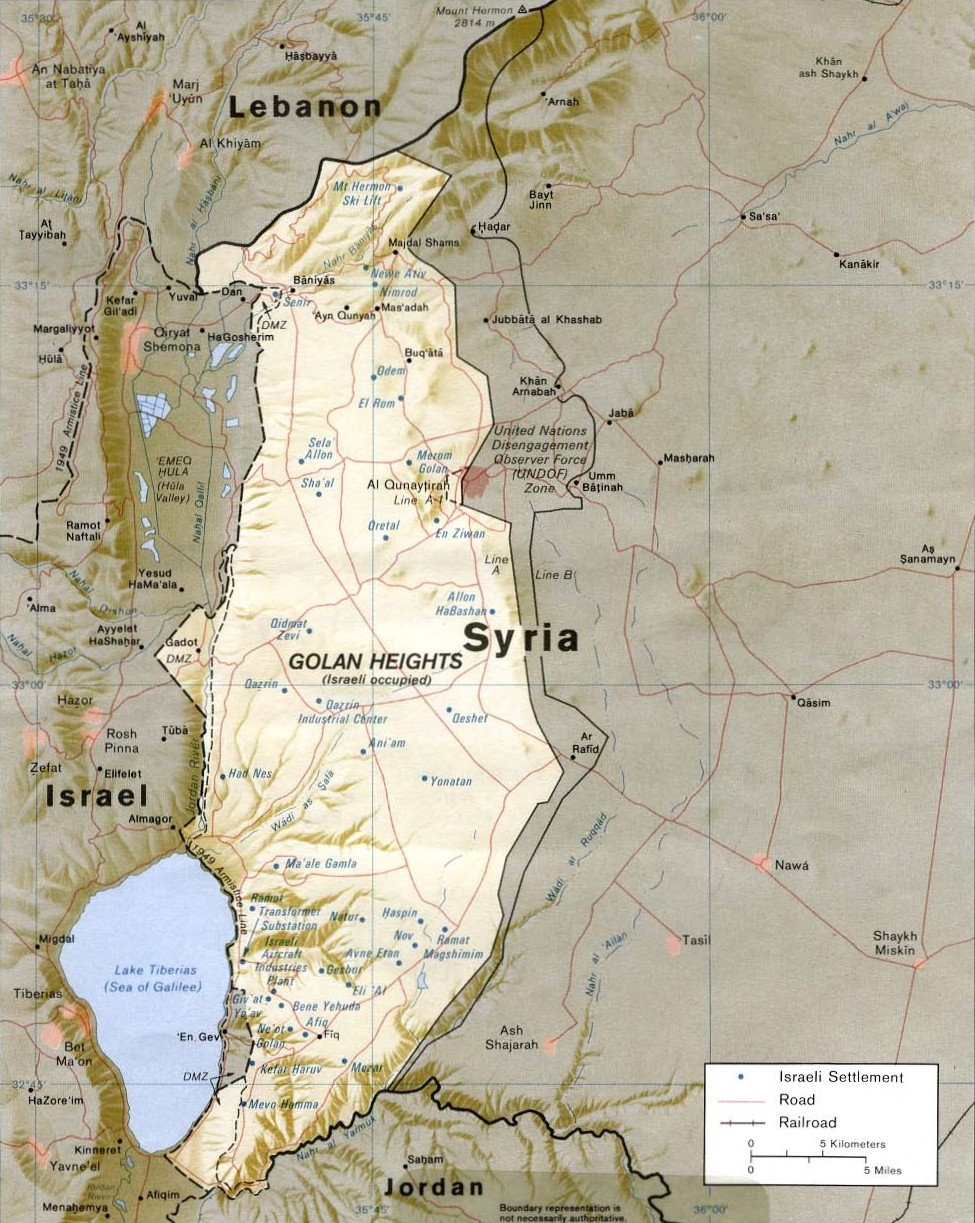
Kaart van de Golanhoogten

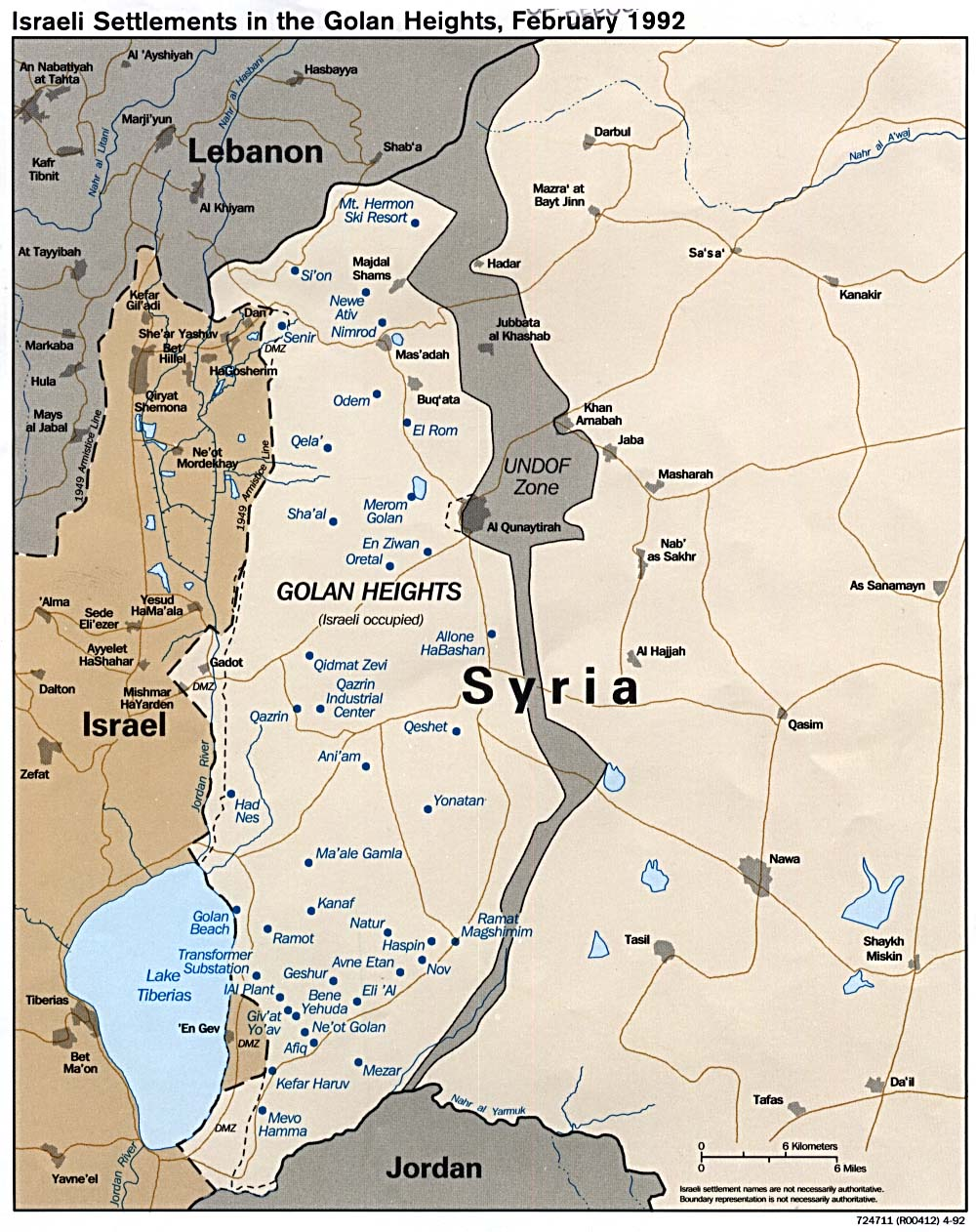
Kaart van de Golanhoogten met Israëlische nederzettingen (1992).

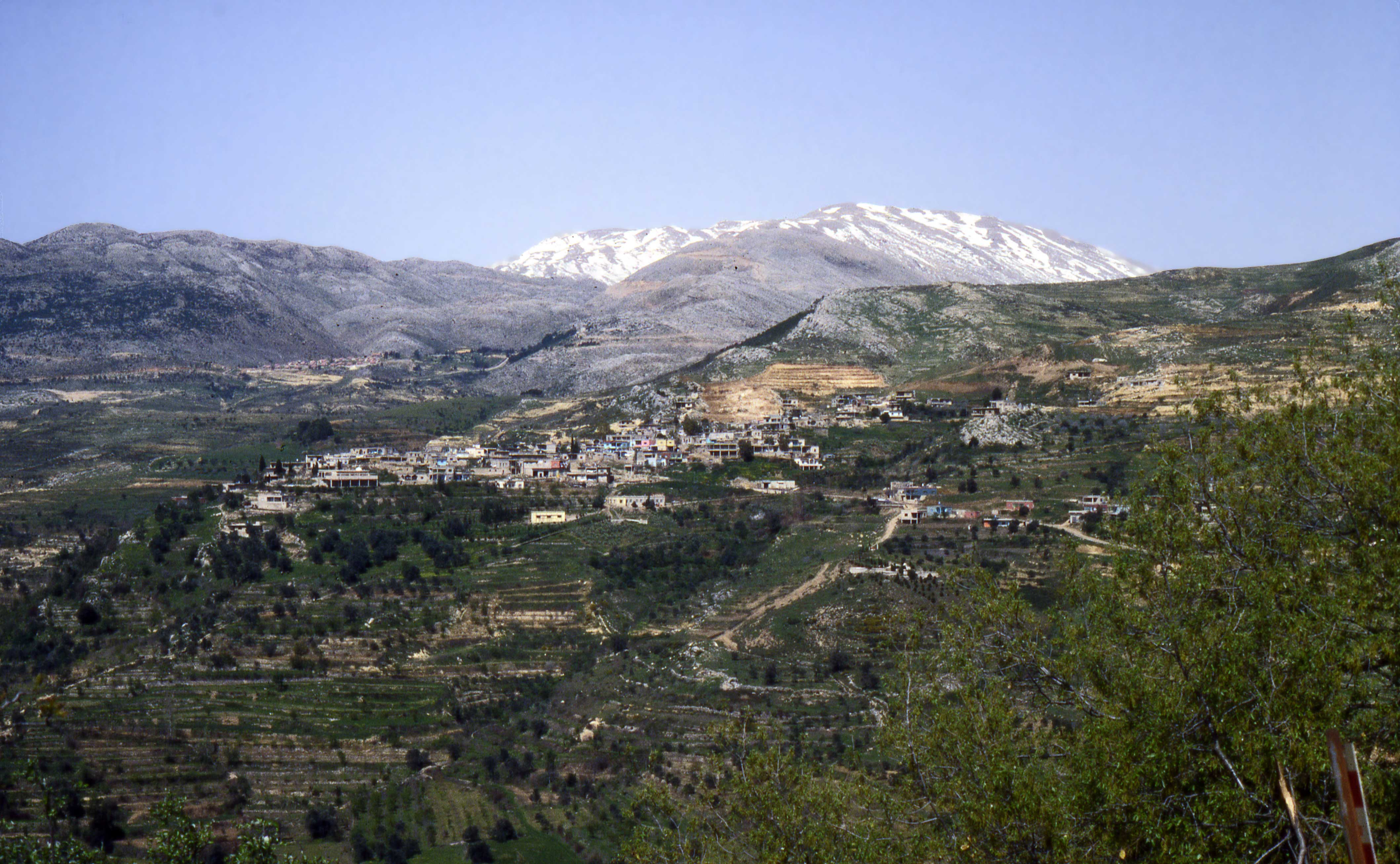
Het Druzische dorp Ein Qiniyye op de noordelijke Golanhoogten, met op de achtergrond de besneeuwde berg Hermon, ca. 1978

De Golanhoogvlakte (Golan, Hoogten van Golan, Golanvlakte of Golanhoogten) (Haḏbat Al Jawlān) is een heuvelachtig gebied in het zuid-westen van Syrië grenzend aan Libanon, Jordanië en Israël. In de Romeinse tijd werd het gebied aangeduid als Gaulanitis. In de oudheid was er een stad, Golã, gelegen in de streek Basan ten oosten van het Meer van Tiberias en ten noorden van de Jarmuk.
Het gebied valt voor een groot deel samen met het Syrische gouvernement Quneitra. Archeologische opgravingen tonen bewoning van het gebied sinds (in ieder geval) het Neolithicum.
De burgerbevolking op de Golanhoogten bestaat voornamelijk uit Druzen, een religieuze groep die zijn oorsprong vindt in de sjiitische islam. Dit is een vrij gesloten gemeenschap, waar buitenstaanders zich niet zomaar kunnen bijvoegen. Historisch gezien, heeft deze gemeenschap veel te maken gehad met kritiek omtrent geloofsopvattingen, en begon daarom het concept van Taqiyya toe te passen. Wat inhoudt dat ter bescherming van jezelf, iemand zijn religieuze identiteit en opvattingen voor zich houdt. Daarnaast zijn er kleinere aantallen alawitische Arabieren en soennitische Syrische Turkmenen (Turkomannen). De overgrote meerderheid beschouwt zichzelf als Syrisch en heeft een Syrisch paspoort.
Gedurende de Zesdaagse Oorlog van 1967, veroverde Israël het grootste deel van het gebied op Syrië en begon in 1970 met het stichten van nederzettingen. In 1981 werd het gebied door Israël bezet en maakte een 'Golan Hoogten-wet'. De Veiligheidsraad van de Verenigde Naties veroordeelde de Israëlische verovering, bezetting en annexatie in diverse resoluties, onder meer resolutie 497. Tot op heden wordt door de VN aangedrongen op een militaire terugtrekking uit het gebied en onderhandelingen met buurland Syrië. Gesteund door diverse VN-resoluties eist Syrië de volkenrechtelijk tot zijn territorium behorende Golanhoogten terug.
Libanon, en met name de Hezbollah, leggen een claim op een zeer klein gedeelte van de Golan (de Shebaa-boerderijen), maar die claim wordt niet door de Verenigde Naties gesteund. De VN beschouwen de Shebaa-boerderijen als een deel van Syrië, maar de grenstrekking in het verleden geschiedde niet altijd nauwkeurig.

## Geschiedenis
Door de eeuwen heen maakte het gebied deel uit van verschillende rijken, zoals het Assyrische Rijk, onder de heerschappij van de Arameeërs, het Macedonische Rijk van Alexander de Grote, het Romeinse Rijk, het Byzantijnse Rijk en het Ottomaanse Rijk en een doorgangspunt geweest voor handelsverkeer tussen Damascus, Jeruzalem en Caïro.
Kort voor het begin van de christelijke jaartelling voegden de Romeinen het gebied toe aan het rijk van Herodes de Grote. Na diens dood maakte het gebied deel uit van het koninkrijk dat (met korte tussenpozen) achtereenvolgens bestuurd werd door Filippus, Herodes Agrippa I en Herodes Agrippa II.
Tijdens de kruistochten zijn de Hoogten van Golan enige tijd door de Kruisvaarders bezet.
In de 7e eeuw vond in dit gebied de Slag bij de Jarmuk plaats, waarbij de Arabieren Damascus veroverden en deze plaats later tot hoofdstad van het Arabische Rijk maakten.
Vanaf de 15e eeuw vestigden zich steeds meer Druzen in het gebied. Voor de Zesdaagse Oorlog van 1967 woonden er ongeveer 140.000 Druzen. Na de bezetting door Israël zijn daarvan zo'n 20.000 overgebleven.

### Israëlische aspiraties
Tijdens de Arabisch-Israëlische Oorlog van 1948 deed de, op 14 mei uitgeroepen, nieuwe staat Israël een eerste poging om de Golanhoogvlakte te veroveren. Op 24 mei 1948 werden orders aan het Israëlische defensieleger (IDF) gegeven om de verovering en bezetting ervan voor te bereiden. De Verenigde Naties wisten dit politiek te verhinderen. Begin september werd Operatie Snir voorbereid. Deze werd echter uitgesteld en daarna gedegradeerd tot Operatie Bereshit (Genesis), die slechts als eerste doel had een aan Israël toevallende buitenpost (outpost 223) in te nemen. De Syriërs wisten de aanval echter af te slaan. Het was Israël niet gelukt Circassiërs en Druzen in het Syrische leger tot collaboratie over te halen. Eerst vanaf 1 april 1949 gaf men het idee van aanvallen op niet strikt militaire doelen op.
In de Zesdaagse Oorlog van 1967 gaf de toenmalige Israëlische minister van Defensie Moshe Dayan op 9 juni het bevel tot een aanval en veroverde het noordelijk deel van de hoogvlakte. Om Damascus te beschermen besloot de Syrische regering om het zuidelijk deel op te geven. Dit was vlak voordat de Veiligheidsraad van de Verenigde Naties op 9 juni met resolutie 234 en, omdat Israël doorging met veroveren, nog eens op 9 juni met resolutie 235 een wapenstilstand tussen Israël en Syrië afdwongen, welke door beide landen werd aanvaard. 

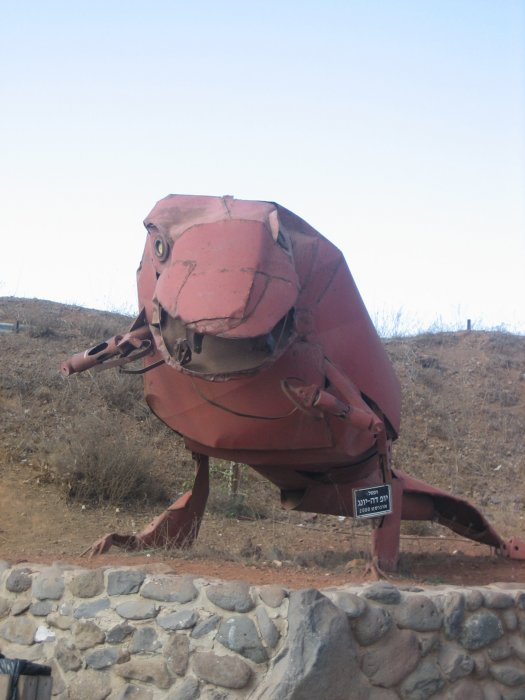
Een van de vele sculpturen van Yoop de Yons, gemaakt van wapenresten uit 1973

Ook tijdens de Jom Kipoeroorlog in 1973 werd er hevig om de Golan gevochten. Met Resolutie 350 van de Veiligheidsraad van mei 1974 kwam het tot een akkoord over het neerleggen van de wapens en het oprichten van een waarnemingsmacht om er op toe te zien, de United Nations Disengagement Observer Force Zone (UNDOF).
In deze strijd werd de Syrische stad Quneitra geheel door Israël verwoest. Na onderzoek door een Speciale Commissie van de Algemene Vergadering van de Verenigde Naties werd Israël hiervoor verantwoordelijk gehouden en veroordeeld voor het vele geweld en de schendingen van mensenrechten, zoals neergelegd in de Conventies van Genève (artikel 53 en 147).

##### Bezetting door Israël
In 1981 werden de Golanhoogten door Israël geannexeerd en onder een speciale wetgeving voor de Golanhoogten gebracht. Zowel de annexatie als de wetten werden meteen door de internationale gemeenschap unaniem verworpen en in resolutie 497 van de VN-Veiligheidsraad nietig verklaard. Van Israël werd onmiddellijke terugtrekking geëist en er werd bepaald dat de Vierde Geneefse Conventie, betreffende de bescherming van burgers tijdens oorlogstijd, bleef gelden.

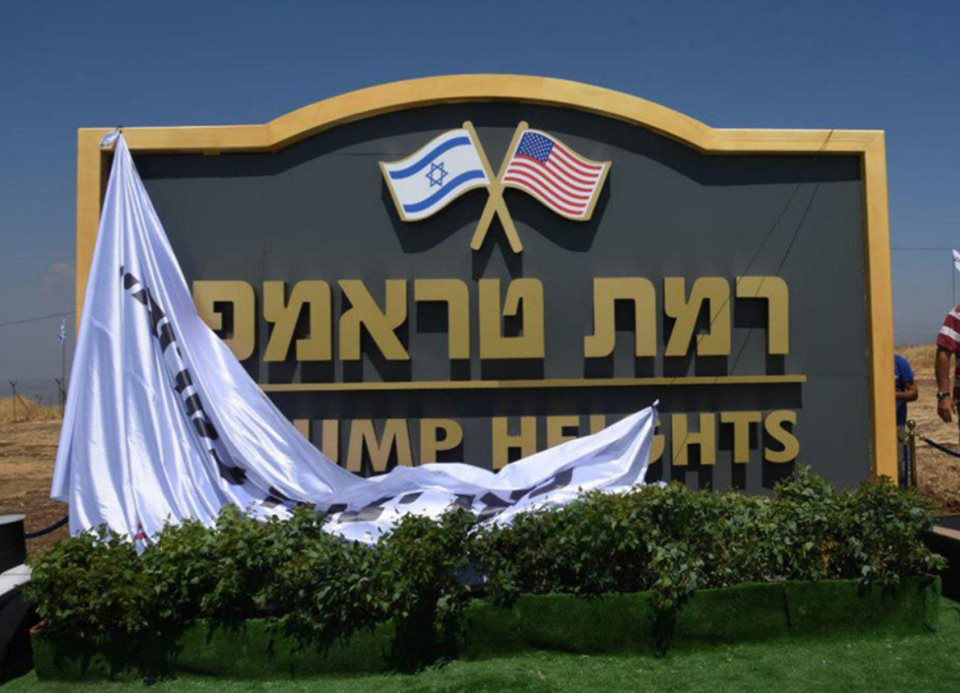
Onthulling van het bord naar Trump Heights in juni 2019

Israëls minister Yisrael Katz (1955) zette in mei 2018 het voorstel om de soevereiniteit van Israël over de bezette Golan Hoogvlakte te erkennen op de agenda van bilaterale diplomatieke gesprekken met president Donald Trump van de Verenigde Staten.
In maart 2019 zette Netanyahu Trump onder druk om dit vóór de verkiezingen van april 2019 te doen. Het ministerie van Buitenlandse zaken van de VS verwijderde op 13 maart in zijn jaarrapport de term "bezet" van de door Israël bezette gebieden (de Westelijke Jordaanoever, de Gazastrook en de Golanhoogvlakte), en noemde de Golanhoogvlakte "door Israël gecontroleerd". Trumps nationale veiligheidsadviseur John Bolton en de Amerikaanse ambassadeur voor Israël David Friedman hadden mede op erkenning aangedrongen. De Palestijnse President Mahmoud Abbas uitte hier felle kritiek op en liet middels zijn woordvoerder weten dat dit niets veranderde aan de realiteit van de bezetting. Syrië, Rusland en Iran veroordeelden de erkenning van soevereiniteit van Israël over de Golan. Tijdens een spoedbijeenkomst van de OIC (Organisazation of Islamic Cooperation) in Istanbul waarschuwde de Turkse president Recep Tayyip Erdoğan dat dit een nieuwe crisis in de regio zou kunnen aanwakkeren. Ook de Europese Unie zal, overeenkomstig internationale wetgeving, de gebieden die Israël heeft bezet niet erkennen als deel van zijn grondgebied.
Op 25 maart 2019 ondertekende de Amerikaanse president Donald Trump in aanwezigheid van premier Benjamin Netanyahu eenzijdig een verklaring dat de Verenigde Staten de bezette Golanhoogvlakte erkent als deel van Israël. Hiermee brak Trump met het beleid van de VS van de afgelopen halve eeuw.
In 2013 had de Israëlische regering al aan het Amerikaanse bedrijf van Dick Cheney, Genie Energy, een licentie afgegeven met exclusieve rechten om in de Golan olie en gas te gaan boren, wat na voorafgaande analyse in grote hoeveelheden aanwezig is. Rond dat jaar waren er ongeveer 30 Israëlische nederzettingen met 20.000 kolonisten in de Golanhoogten.
Het besluit van Trump ging in tegen het oordeel van de Verenigde Naties, die annexatie door Israël van bezet gebied nooit hebben erkend. De Verenigde Naties, Europese en Arabische staten verklaarden dat de Golanhoogten Syrisch staatsgebied zijn, ongeacht wat de VS daarover hebben besloten. Op 23 maart 2019 demonstreerden honderden Druzen langs de grens met Israël en in Quneitra. De woordvoerder zei dat Trump "was making commitments" over Arabisch, Syrisch land, niet-Israëlisch gebied". De Syrische minister van Buitenlandse Zaken reageerde dat Syrië alle middelen zal aanwenden om de Golan te bevrijden van de bezetting door Israël.
Op 23 april 2019 kondigde Netanyahu aan dat hij een resolutie zal indienen voor goedkeuring van zijn regering om een nieuwe gemeenschap in de Golanhoogten naar Trump te vernoemen. Op 16 juni 2019 kondigde Israël de oprichting aan van Trump Heights met een geplande nederzetting in de Golanhoogten. De nederzetting zou worden gebouwd ten oosten van de gemeenschap van Kela Alon, waar de Beruchim gemeenschap, die in 1991 gesticht werd, was gevestigd. In 2019 had het een bevolking van 319 inwoners. Begin april 2021 betraden de eerste officiële inwoners het dorp Ramat Trump.
De opvolger van Trump, president Joe Biden, heeft via zijn minister van Buitenlandse Zaken Antony Blinken laten weten het grote strategische belang voor Israël te erkennen, die gelegen is in het controleren van de Golanhoogte. Hij heeft Trumps erkenning van Israëls soevereiniteit over de hoogvlakte ongemoeid gelaten.
In juni 2023 kwam het tot gewelddadige confrontaties tussen druzen, die tegen de bouw van windturbines in Kfar Vradim protesteerden, en de Israëlische ordediensten.
In december 2024, vlak na de val van het Syrische regime van Bashar al-Assad, bezette het Israëlische leger de gedemilitariseerde bufferzone die in 1974 was ingericht, inclusief de strategisch gelegen berg Hermon.

## Belang van de Golanhoogten

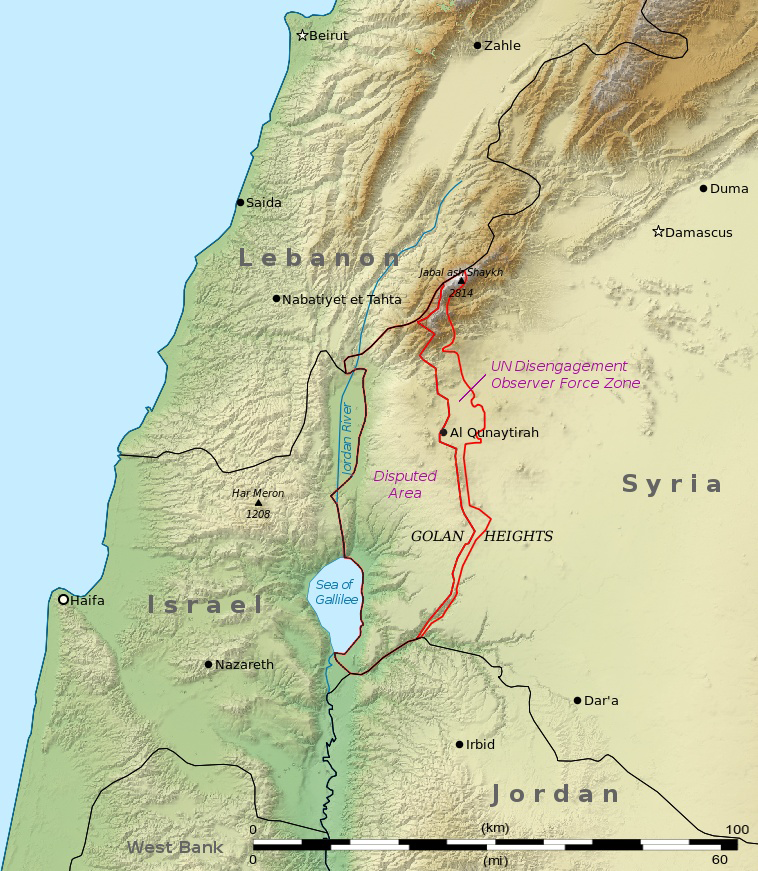
Topografische kaart

### Strategisch belang

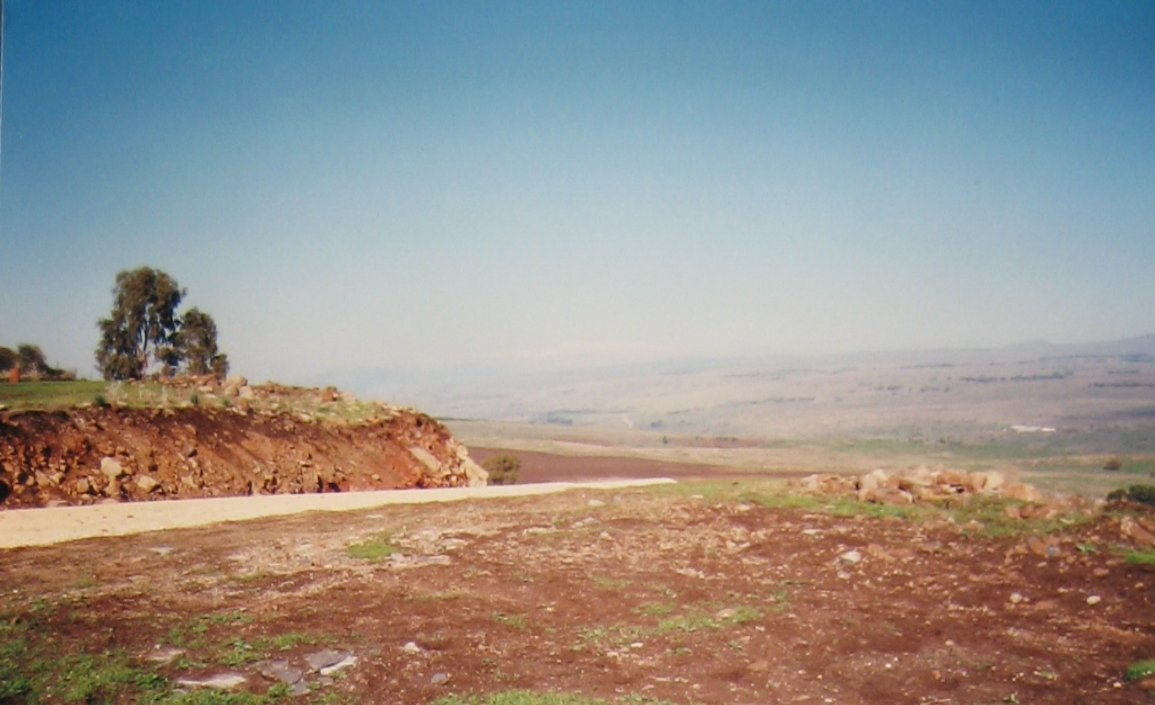
De Golanhoogte bezien vanuit Israël, 1 januari 1988

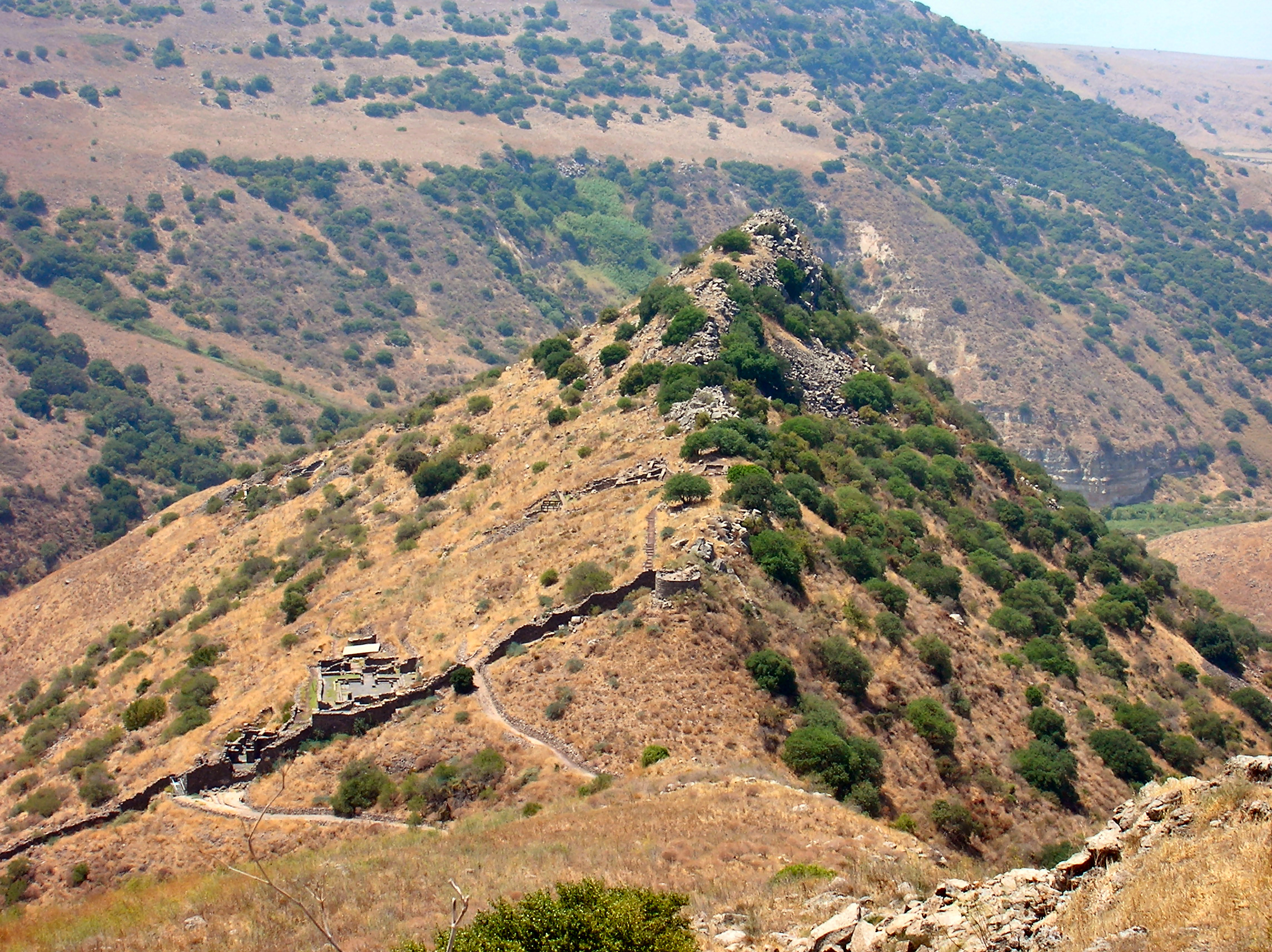
Gamla vanuit de lucht, 2005

Dit gebied heeft een groot strategisch belang. Dit belang geldt zowel voor de Israëlische defensie, aangezien de afstand tot bijvoorbeeld de stad Haifa slechts enkele tientallen kilometers bedraagt, als voor de Syrische defensie, omdat ook de afstand tot de Syrische hoofdstad Damascus niet meer dan enkele tientallen kilometers bedraagt. Israël heeft hier radarposten geplaatst. De Golanhoogten zijn dus een soort poort tussen Israël en Syrië. Langeafstandsraketten hebben het militair-strategisch belang van de Golanhoogten wel verminderd.

### Economisch belang

#### Water
De Golanhoogten zijn voor de watervoorziening van groot belang voor alle omliggende landen: Syrië, Jordanië, Israël en de Westelijke Jordaanoever. Water stroomt uit drie bronrivieren vanaf de hoogvlakten naar de Jordaan en in het Meer van Tiberias. Daar dicht bij ontspringt ook de bron Banias.
De strijd om water is een belangrijke oorzaak van vele conflicten. Als reactie op de aanleg van het Israëlische Nationaal Waterkanaal (reeds voor 1955 gestart) om water uit de Jordaan naar de Negev te leiden, begon Syrië in 1957 de Dan om te leiden, zodat het water in plaats van naar Israël naar Jordanië zou stromen en van daaruit via de Jarmuk in de Jordaan. In 1964 maakte Israël de omlegging ongedaan en voltooide het Nationale Waterkanaal. In de oorlog van 1967 veroverde Israël het gebied met de bronnen van de Jordaan.

#### Olie en gas
Een gebied met een omtrek van 152 vierkante mijl in het zuidelijk deel van de Golanhoogten bevat een enorme hoeveelheid olie en gas in relatief dichte formaties. Dit is gebaseerd op een voorafgaande analyse en interpretatie van de bestaande geologische gegevens. In 2013 gaf Israël aan het Amerikaanse bedrijf Genie Oil and Gas een licentie af met exclusieve rechten op het boren naar petroleum in dat gebied. Dit omvat ook het gebied dat in 1973 aan het eind van de Oktoberoorlog door de VN was aangewezen als UN Disengagement Observer Force Zone (UNDOF), de gedemilitariseerde bufferzone tussen de twee landen.

#### Producten
Sinds oudsher worden er druiven geteeld in de Golanhoogten, waarvoor de grond zeer geschikt is. Ook andere landbouwproducten worden hier verbouwd en er vindt tevens veeteelt plaats. De in de Israëlische nederzettingen geproduceerde wijn wordt door een Israëlisch bedrijf geëxporteerd. In november 2015 gaf de Europese Commissie in een Verklaring te kennen dat producten uit de door Israël sinds juni 1967 bezette gebieden moeten zijn voorzien van etikettering met vermelding van de herkomst 'Israëlische nederzettingen' van deze producten.
Op 12 november 2019 besloot het Europese Hof van Justitie dat de Europese landen op de etiketten van producten uit de door Israël bezette gebieden duidelijk moeten vermelden dat ze uit de illegale Israëlische nederzettingen afkomstig zijn. Consumenten krijgen daarmee informatie over de herkomst ervan zodat ze een bewuste keuze kunnen maken. Het Europese Hof onderstreepte daarbij dat "de nederzettingen concrete uitingen zijn van een politiek van een staat om de eigen bevolking over te brengen buiten zijn territorium, wat in strijd is met de regels van algemeen internationaal mensenrecht."

#### Toerisme
De Golanhoogten trekken veel toeristen. Voorname trekpleisters zijn restanten van bewoning van duizenden jaren oud, waaronder Gamla en het kasteel Nimrod (Namroed). Voorts zijn er riviertjes in diepe dalen met watervallen, het wintersportoord op de Hermonberg, Druzische stadjes met eethuisjes en wijngaarden en wijnproeverijen. In het zuidoosten zijn stranden aan het Meer van Tiberias en Hamat Gader (al-Hamma), waar oudheden, baden en een krokodillenboerderij te bezichtigen zijn.

## Onderhandelingen rond de Golanhoogten

### Rond de grens van Syrië en Israël
Syrië wil controle over de gehele Golan, de oostelijke oever van het meer van Tiberias. Hafiz al-Assad, de vroegere president van Syrië, beloofde dat al deze gebieden (weer) deel uit zouden gaan maken van Syrië. Na zijn dood in 2000 zette zijn zoon, president Bashar al-Assad, dit streven voort. Verschillende Israëlische premiers beloofden wel een territoriaal compromis en vredesverdrag met Syrië na te streven, maar niet de gehele Golan te willen ontruimen.
Tijdens de regeerperiode van Ehud Barak werden er vredesbesprekingen tussen Israël en Syrië gehouden, waarbij de teruggave van (gedeelten van) de Golan in het kader van 'land voor vrede' werd besproken. Wat er precies ter discussie stond wordt betwist. Barak hield als motto aan: 'de diepte van de terugtrekking wordt gelijk aan de diepte van de vrede'. In 2000, nog tijdens Baraks ambtstermijn, liepen de vredesbesprekingen tussen Israël en Syrië stuk, evenals in 2010 met Benjamin Netanyahu onder bemiddeling van John Kerry.
In januari 2004 sprak de Syrische president Bashar al-Assad over het hervatten van de vredesbesprekingen. De Israëlische president Moshe Katsav nodigde hem uit naar Jeruzalem te komen voor vredesbesprekingen. De Golanhoogten zouden dan ook aan bod komen. Bashar al-Assad nam de uitnodiging niet aan en de Israëlische premier Ariel Sharon eiste onvoorwaardelijke onderhandelingen.
Volgens Larssen van de VN  en Egypte ging Syrië in november 2004 akkoord met onvoorwaardelijke onderhandelingen, maar dit wordt door Syrië zelf ontkend. Israël verdenkt Syrië ervan dat het alleen wil onderhandelen om de Amerikaans-Franse druk om Libanon te ontruimen te verminderen.

### Rond de grens van Libanon en de Golanhoogten
Israël houdt de Shebaa-boerderijen bezet. De Verenigde Naties hebben er in 2000 bij Israël op aangedrongen zich van het gehele Libanese grondgebied terug te trekken. Volgens de VN behoren de Shebaa-boerderijen bij Syrië, en dus bij de Golanhoogten. Israël heeft er echter militairen gestationeerd en beschouwt de Syrische grensplaats Ghajar als Israëlisch.